# Zrnat sneg
Zrnat sneg je padavina v trdem stanju, ki nastaja v oblakih - to so ledene kroglice s premerom manjšim od 1 mm.
Zrnat sneg se pojavlja v obliki belih neprozornih drobnih zrn, ki so po strukturi zelo blizu sestavi snežnih kristalov in so podobna sodri, vendar so manjša, po videzu bolj ploščata ali pa podolgovata. Njihov premer je vedno manjši od 1mm. Ko padejo na zemeljsko površino, odskakujejo od podlage, vendar se ne drobijo.